# Sofía Acedo Reyes
Sofía Acedo Reyes (Melilla, 24 de septiembre de 1985) es una política española miembro del Partido Popular. Es senadora por Melilla desde el 20 de diciembre de 2015 en la XI y XII legislatura.

## Biografía
Nació en Melilla el 24 de septiembre de 1985.
Abogada, Socióloga y Mediadora oficial por el Ministerio de Justicia. La experiencia laboral anterior a su carrera política es desconocida, o no se ha publicitado.
Licenciada en Sociología por la Universidad de Granada y Graduada en Derecho por UNED. 
Complementó sus estudios con un Máster propio en Dirección de RRHH y Gestión del Talento por la Escuela Internacional de Negocios; en Dirección de Empresas, Deportivas y Educativas por MEDAC y la Universidad de Málaga; y Máster Oficial en Abogacía y Práctica Jurídica por la Universidad Internacional de Valencia.

### Carrera política
Durante las elecciones generales de 2008, se presentó como suplente en la lista al Senado del Partido Popular (PP) de la provincia de Granada.
En diciembre del 2009 fue elegida presidenta de la organización juvenil del Partido Popular Nuevas Generaciones en Melilla, cargo que mantuvo hasta 2017.
En 2011 se presentó como número 3 del PP en las elecciones autonómicas, siendo elegida como diputada en la Asamblea de Melilla. También entró a formar parte del Gobierno de Melilla, primero como viceconsejera de Juventud y luego como responsable de la Consejería de Economía y Empleo. Fue presidenta de la sociedad pública de promoción económica, PROYECTO MELILLA S.A, y vicepresidenta de la empresa municipal del suelo y la vivienda, EMVISMESA.
El 20 de diciembre de 2015 fue elegida senadora por Melilla al Senado y salió reelegida en la repetición electoral de 2016.
El 10 de noviembre de 2019 fue elegida senadora por Melilla al Senado, obteniendo 8.912 votos por los 8.860 votos obtenidos por Dunia Al-Mansouri Umpierrez de Coalición por Melilla.
Escaño de Senadora que estuvo variando toda la noche electoral del 10 de noviembre entre Sofía Acedo (Partido Popular de Melilla) y Dunia Al-Mansouri (Coalición por Melilla) y que finalmente lo obtuvo Sofía Acedo por unos escasos 52 votos de diferencia.
En 2018, tras la elección de Pablo Casado como presidente del PP, Acedo fue nombrada secretaria de Inmigración en la ejecutiva nacional del partido.
Actualmente es Coordinadora General de Organización del Partido Popular de Melilla y Secretaria ejecutiva de Afiliación y Participación del Partido Popular.